# San Nicolás de los Arroyos
Pour les articles homonymes, voir San Nicolás.
San Nicolás de los Arroyos est une ville en Argentine, située dans la province de Buenos Aires. C'est le chef-lieu du partido de San Nicolás.
En 1983, des apparitions mariales sont déclarées dans la ville. Celles-ci sont reconnues officiellement comme « authentiques » par l'évêque du lieu en 2016. En 1986 un grand sanctuaire est mis en construction pour accueillir les pèlerins qui se pressent par milliers pour vénérer la  Vierge du Rosaire de San Nicolas. Le sanctuaire est terminé en 1990, le pèlerinage attire chaque année des centaines de milliers de pèlerins venant de tout le pays, et même de l'étranger.

## Histoire

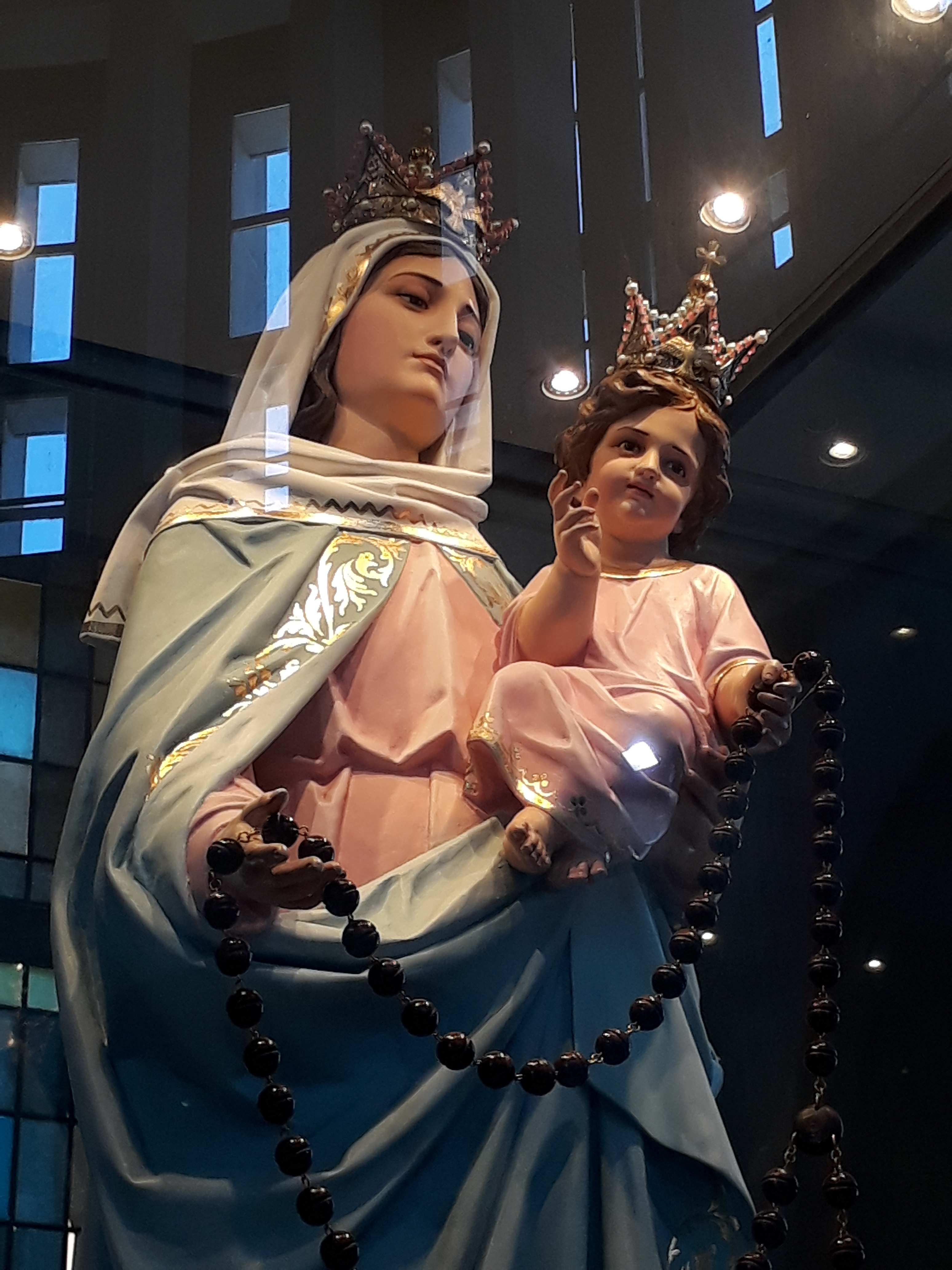
statue Notre-Dame du Rosaire de San Nicolás, vénérée dans le sanctuaire de Notre-Dame du Rosaire de San Nicolás.

La ville fut fondée le 14 avril 1748 par Rafael de Aguiar, qui l'aurait nommée d'après le saint San Nicolás de Bari. 
Charles Darwin y passa le 30 septembre 1833 lors de son tour du monde.
En 1983, une habitante, Gladys Herminia Quiroga de la Motta, mère au foyer, déclare être témoins d'apparitions mariales.d'apparitions de la Vierge Marie. La Vierge, sous le visuel de Notre-Dame du Rosaire, et portant l'Enfant-Jésus, lui apparait à de très nombreuses reprises, lui délivrant 1 800 messages ou citations bibliques,.
Très vite informé, l'évêque du lieu, Mgr Dominique Salvador Castagna (es), ouvre une première enquête canonique qui étudie les faits et « les messages » transmis par la voyante, mais il ne prend pas de décision à l'issue. L'évêque  met en place un accompagnement pastoral des fidèles (qui commencent à se rassembler autour de la voyante) pour accompagner le mouvement de dévotion. Au tout début de 1986, un premier pèlerinage mensuel est organisé par les fidèles, et très vite celui-ci rassemble des dizaines de milliers de pèlerins. L'évêque y prend part dès la première année,. Les apparitions de la Vierge ont été officiellement reconnues, dimanche 22 mai 2016, par l’évêque diocésain, Mgr Hector Sabatino Cardelli (es), dans son homélie lors la fête de la Sainte Trinité.

## Description

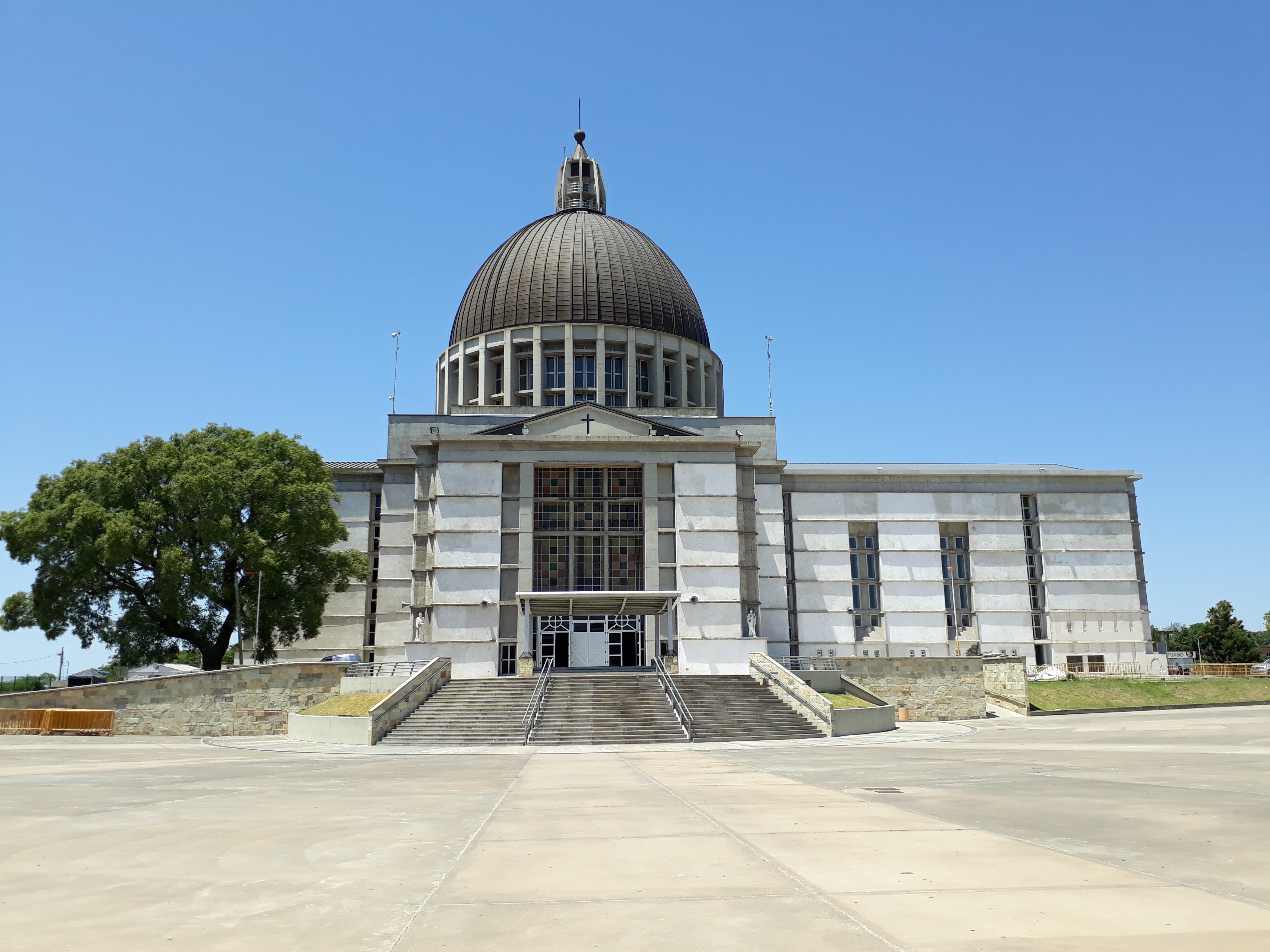
Vue du Sanctuaire de Notre-Dame du Rosaire de San Nicolás.

San Nicolás est à 220 km au nord-ouest de la capitale de l'Argentine, Buenos Aires. La ville est entourée de pampa ondulada, portion non plane comme le reste de la pampa, mais ondulée.
Elle comptait 145.821 habitants en 2010. Ceux-ci vivent avant tout du port et de l'industrie (métal, agroindustrie) de la ville.
La ville est aussi le siège d'un évêché et possède à ce titre une cathédrale.
Le sanctuaire de Notre-Dame du Rosaire a été créé à la demande de la voyante Gladys Herminia Quiroga de la Motta. Le 25 septembre 1986 Mgr Dominique Salvador Castagna, évêque du lieu pose la première pierre du sanctuaire. Les travaux débutent le 13 octobre. La première partie du sanctuaire est consacrée par l’évêque le 25 octobre 1988 et les travaux sont complètement terminés en 1990.
Le sanctuaire est un des lieux de pèlerinage les plus fréquentés d'Argentine accueillant chaque année des centaines de milliers de pèlerins venant de tout le pays et de l'étranger. L'accueil des pèlerins et la prise en charge des malades est assurée par les Fils et les Filles de Marie, un institut de vie consacrée fondé en 1987. Un bureau médical est institué, pour gérer les déclarations de « miracles médicals », tout comme cela est fait à Lourdes,.